# Rhyssemus bedeli
Rhyssemus bedeli är en skalbaggsart som beskrevs av Clouet 1901. Rhyssemus bedeli ingår i släktet Rhyssemus och familjen Aphodiidae. Inga underarter finns listade i Catalogue of Life.